# St Clears Castle
St Clears Castle är ett slott i Storbritannien.   Det ligger i kommunen Carmarthenshire och riksdelen Wales, i den södra delen av landet, 300 km väster om huvudstaden London. St Clears Castle ligger 10 meter över havet.
Terrängen runt St Clears Castle är platt åt sydost, men åt nordväst är den kuperad. St Clears Castle ligger nere i en dal.  Närmaste större samhälle är Carmarthen, 13,9 km öster om St Clears Castle. Trakten runt St Clears Castle består i huvudsak av gräsmarker.